# Izomerazy
Izomerazy (EC 5) – klasa enzymów katalizujących izomeryzację. Katalizują odwracalne reakcje przekształceń strukturalnych w obrębie cząsteczki.
Do klasy należą: racemazy, epimerazy, oksydazy wewnątrzcząsteczkowe, mutazy, izomerazy trans – cis.

## Przykład izomerazy
Przykładem jest izomeraza triozofosforanowa, katalizująca odwracalną reakcję (zachodzi ona w dwóch kierunkach) przekszałcenia fosfodihydroksyacetonu w aldehyd 3-fosfoglicerynowy. Reakcja ta jest częścią glikolizy. W stanie równowagi fosfodihydroksyaceton stanowi 96% triozofosforanów. Niemniej reakcja łatwo przechodzi w stronę aldehydu 3-fosfoglicerynowego, ponieważ produkt jest skutecznie usuwany przez reakcję glikolizy.